# 記憶の人、フネス
「記憶の人、フネス」（きおくのひと、フネス、原題: Funes el memorioso）は、アルゼンチンの作家ホルヘ・ルイス・ボルヘスによる短編小説。初出は1942年6月のラ・ナシオン誌であり、1944年に刊行された『伝奇集』に収められた。

## 内容
この物語はボルヘスとイレネオ・フネスがかつて交わした会話を、思い出す形式でつづられる。
1884年、語り手のボルヘスはウルグアイのフライ・ベントスでイレネオ・フネスと出会う。フネスには時計を見なくても時間が正確にわかるという才能を持っていた。1887年、ボルヘスが再びフライ・ベントスを訪れた際、フネスは落馬事故で寝たきりの生活になったことを知る。ボルヘスは、フネスからラテン語の本と辞書を貸してほしいという手紙を受け取り、そのとおりに届ける。後日、ボルヘスはブエノスアイレスから父の体調不良を伝える電報を受け取り、荷造りする。その際、フネスに貸した本のことを思い出し、彼の家を訪ねる。ボルヘスが家に入ると、『博物誌』第七巻第二十四章の冒頭をラテン語で音読するフネスの声に迎え入れられた。フネスは、落馬して以来あらゆるものを記憶していることを明かした。フネスは丸一日文の過去の記憶を再構築したり、それぞれの数字に異なる名前をつける奇妙な原理を構築したりしていた。フネスはプラトン的観念、一般性、抽象性を理解しようとしなかった。ボルヘスは夜通し暗闇の中でフネスと語り合う。

## 評価
荒俣宏は「パラノイア創造史」（ちくま文庫、1991年文庫初版）において「忘れることのできない人間の苦しみを描いた悪夢のような物語」「フネスが『痴呆』のように見えた真の理由はその完璧すぎる記憶力にあった」と評している。